# 前19世纪
| 千纪： | 前3千纪 \| 前2千纪 \| 前1千纪 |
| 世纪： | 前22世纪 \| 前21世纪 \| 前20世纪 \| 前19世纪 \| 前18世纪 \| 前17世纪 \| 前16世纪                                                         |
| 年代： | 前1890年代 \| 前1880年代 \| 前1870年代 \| 前1860年代 \| 前1850年代 \| 前1840年代 \| 前1830年代 \| 前1820年代 \| 前1810年代 \| 前1800年代 |

前1900年至前1801年的这一段期间被称为前19世纪。

## 重要事件、发展与成就
- 科学技术
  - 公元前1900年，腓尼基人創文字。

- 战争与政治

- - 前1894年──亞摩利人首領蘇姆阿布姆在美索不達米亞南部建立古巴比伦王国第一王朝王國，史稱古巴比倫。此后约300年间，王国成为两河流域主要的统一国家，奴隶制经济发展，实行中央集权统治，承袭苏美尔·阿卡德文化并加以发展。
  - 約前1878年──塞索斯特里斯三世繼為埃及國王，在位期間發動對外擴張
  - 前1829年──前1818年：古埃及與努比亞發生戰爭。
  - 前1818年──Egyptian Campaign in Israel
  - 約前1813年──沙姆希-阿達德一世繼為亞述國王，在位期間確立專制王權，並發動侵略，自號「天下之王」。
  - 前1813年──亞摩利人攻佔美索不達米亞平原北部。
  - 約前1800年，赫梯人庫薩爾（Kussar）部落首領皮特哈納（Pithana）征服諸赫梯部落和哈梯人，在小亞細亞建立赫梯王國。 赫梯之早期王朝時代開始，史又稱此時期之赫梯為庫薩爾王國。
  - 約前1800年，迦南人雅里姆利姆一世（Yarimlim I）在敘利亞西北部建立哈勒布王國。
  - 約前1800年，腓尼基人在敘利亞西部建立比布勒斯（Byblos）王國和西頓王國。

- 天灾人祸
  - 根據《聖經·創世紀》的記載，以色列人在經歷過兩年饑荒後，於公元前1876年遷居古埃及。

- 文化娱乐
  - 钟形杯文化的末落

- 疾病与医学

- 环境与自然资源